# Клочурак, Степан Степанович
Степа́н Степа́нович Клочура́к (27 февраля 1895, Чёрная Тиса — 8 февраля 1980, Прага) — украинский закарпатский общественный и политический деятель, журналист, президент Гуцульской Республики (Раховщина, Закарпатье), перед Второй мировой войной занимал министерские посты в правительстве Подкарпатской Руси (11 октября — 30 декабря 1938 г.) и — после её переименования — Карпатской Украины (30 декабря 1938 г. — 18 марта 1939 г.).

## Биография

### Молодые годы
Клочурак родился на Закарпатской Гуцульщине, близ славного своими опришковскими традициями села Ясиня.
В 1914 г. окончил гимназию. Участник Первой мировой войны, офицер австро-венгерской армии.
В ноябре 1918 г. Степан Клочурак вернулся в Ясиню, где стал комендантом гуцульской самообороны, а затем — организатором Гуцульской Республики. После разгрома республики румынскими войсками, был арестован и приговорен к шести месяцам заключения, из которых три месяца провел в тюрьме в Брашове, а затем был отпущен и вернулся на Украину.
В 1919—1920 гг. — сотник Украинской Галицкой армии в Могилеве-Подольском, командир Закарпатской сотни. Участвовал в боях с Красной армией и деникинцами.
После завершения боевых действий, уехал в Чехословакию, где окончил юридический факультет Братиславского университета им. Я. А. Коменского.

### Общественная, партийная и государственная деятельность
В 1920—1926 гг. Клочурак — член Президиума Социал-демократической партии Подкарпатской Руси. С 1934 г. возглавлял украинскую секцию Аграрной партии Чехословакии. Организатор молодёжных, военных и коммерческих структур Закарпатья (Просвіта Підкарпатської Русі, Січ, Надія, Учительське товариство). Активно участвовал в развитии спортивных обществ, таких как Пласт.
В 1920—1922 годах редактировал (совместно с Евгеном Пузой) партийный печатный орган — газету «Народ» (с 1922 года — «Вперёд», выходила в Ужгороде). С 1934 года — редактор партийного органа «Земля и воля». В качестве одного из основателей футбольного клуба «СК Русь», занимался спортивной журналистикой.
С 11 октября 1938 по 15 марта 1939 гг. — министр хозяйства, промышленности и торговли автономной Подкарпатской Руси, одновременно — секретарь премьер-министра Августина Волошина. Депутат Сейма (12 февраля-18 марта 1939 г.).
С 15 по 18 марта 1939 г. Клочурак — министр обороны независимой Карпатской Украины. После аннексии Закарпатья Венгрией переехал в Прагу, где самоотверженно организовал гуманитарную помощь беженцам из Карпатской Украины. Бурные годы Второй мировой войны он прожил в Праге — столице Протектората Чехии и Моравии.

### После войны
20 мая 1945 года Клочурак был арестован военной контрразведкой СМЕРШ и приговорен к 8 годам лагерей. В 1953 г. он был освобожден из лагеря, но оставлен на вечное поселение в Воркуте. В период хрущевской реабилитации, в 1957 г., он получил разрешение выехать к семье в Прагу. За время его заключения умерли мать (1945) и отец (1947) Степана Клочурака; была раскулачена (1950), а потом получила 9 лет лагерей (1951) его сестра Анна Лофердюк. Примечательно, что судили её не под фамилией Лофердюк, но под девичьей фамилией Клочурак.
До самой смерти Степан Клочурак находился под надзором КГБ и чехословацких спецслужб. В 1978 г. ему удалось издать в Нью-Йорке мемуары о Гуцульской республике («До волi»). В ответ, в 1979 году, в его квартире был произведен обыск и конфискован весь личный архив (документы, рукописи и выписки из прессы, относящиеся к истории «Карпатской Украины»). После чего С.Клочурак тяжело заболел и скончался 8 февраля 1980 г.
Племянница Степана Клочурака, дочь поэта Василия Клочурака, его младшего брата — Галина Клочуракова (впоследствии Галина Павловская стала известной чешской писательницей, сценаристкой, публицисткой. Она критически относится к Степану Клочураку и его наследию. В фильме «Спасибо за каждое новое утро» 1993 года Клочуракова-Павловская изобразила закарпатских украинцев в иронично-пародийной форме.

## Награды
- Орден Свободы (Украина, 14 марта 2019 года, посмертно) — за значительный личный вклад в возрождение украинской государственности, самоотверженное служение Украинскому народу[2]

## Сочинения
- До волi. Нью-Йорк: The Carpathian Alliance, 1978 (книга посвящена Гуцульской республике, переиздана в Ужгороде в 2009).